# Великий Стамбульський тунель
41°03′ пн. ш. 29°03′ сх. д. / 41.05° пн. ш. 29.05° сх. д.
Великий Стамбульський тунель (тур. Büyük İstanbul Tüneli) — автомобільно-залізничний підводний тунель, під Босфором, в стадії будівництва, в Стамбулі, Туреччина.

## Проект
Проект був офіційно оголошений прем'єр-міністром Ахметом Давутоглу 27 лютого 2015 року. 

Тунель завдовжки 6,5 км і діаметром 18,80 м складатиметься з трьох рівнів, двох рівнів для автомобільного руху та один рівень для залізниці. 
Глибина закладення — 110 м під рівнем моря. 

Розташоване між Гайреттепе на фракійській стороні та Кючуксу на анатолійській стороні, 
 
має сполучити магістралі між трьома аеропортами міста, стамбульським аеропортом імені Ататюрка, аеропортом Сабіхи Гьокчен, аеропортом Стамбула та дев’ятьма залізничними лініями Стамбульського метро. 

Вартість проекту становитиме 3,5 мільярда доларів США. 
Фінансування будівництва здійснюватиметься за принципом «будівництво-експлуатація-передача». 